# 三江口镇 (昌图县)
三江口镇，是中华人民共和国辽宁省铁岭市昌图县下辖的一个乡镇级行政单位。

## 行政区划
三江口镇下辖以下地区：
北江社区、三江村、大力村、三马架村、大王村、宝龙村、刘胡村、太平山村、团结村、二河村、刘塘坊村、庄家窑村和海丰村。